# Carinha de Anjo
A Carinha de Anjo egy brazil telenovella, amit az SBT készített 2016-ban.

## Főszereplők
| Színész(nő)          | Szerepnév                             |
| -------------------- | ------------------------------------- |
| Lorena Queiroz       | Dulce Maria Rezende Lários            |
| Bia Arantes          | Cecília Santos                        |
| Carlo Porto          | Gustavo Lários                        |
| Dani Gondim          | Nicole Escobar Clivan                 |
| Karin Hils           | Irmã Fabiana Teixeira                 |
| Priscila Sol         | Estefânia Lários Gamboa (Tia Perucas) |
| Thiago Mendonça      | Vitor Gamboa                          |
| Lucero               | Teresa Rezende Lários                 |
| Daniel Alvim         | Leonardo Lários                       |
| Maisa Silva          | Juliana Almeida (Juju)                |
| Jean Paulo Campos    | José Carlos de Oliveira (Zeca)        |
| Rodolfo Valente      | Ricardo Ávila                         |
| Ana Vitória Bastos   | Beatriz Rossi                         |
| Bárbara Maia         | Cassandra Gamboa                      |
| Bernardo Bibancos    | Rogério                               |
| Stella Miranda       | Noêmia Medeiros                       |
| Clarice Niskier      | Haydee Escobar                        |
| Dudu Pelizzari       | Flávio Escobar                        |
| Ângela Dip           | Rosana Almeida                        |
| José Rubens Chachá   | Delegado Peixoto                      |
| Mylla Christie       | Drª. Alessandra                       |
| Eliana Guttman       | Maristela Lopes (Madre Superiora)     |
| Blota Filho          | Silvestre Moreira                     |
| Camilla Camargo      | Diana de Oliveira                     |
| Eddie Coelho         | Inácio de Oliveira                    |
| Marianna Santos      | Adriana Figueiredo                    |
| Duda Silva           | Maria Eduarda Vilas (Duda)            |
| Helena Luz           | Lúcia Junqueira                       |
| Valenthina Rodarte   | Valenthina Ribeiro                    |
| Leonardo Oliveira    | José Felipe de Oliveira (Zé Felipe)   |
| Pedro Miranda        | Miguel Oliveira                       |
| Carol Loback         | Franciely da Silva                    |
| Elisa Brites         | Verônica Matias                       |
| Murilo Cezar         | Lucas Anderi                          |
| Ângela Figueiredo    | Regina                                |
| Sienna Belle         | Frida Bastos                          |
| Cristina Mutarelli   | Solange Ortiz                         |
| Carlos Mariano       | Policial Ribeiro                      |
| Francisco Carvalho   | Rodrigo Antunes                       |
| Laryssa Dias         | Irmã Luzia                            |
| Eduardo Semerjian    | Murilo                                |
| Sill Esteves         | Micheli Medeiros                      |
| Thogun Teixeira      | Jorjão                                |
| Daniel Granieri      | Laércio                               |
| Camilo Bevilacqua    | Pascoal Gomes                         |
| Eduardo Costa        | Gilmar                                |
| Renata Randel        | Bárbara Guerra Smith                  |
| Alcemar Vieira       | Padre Gabriel Lários                  |
| Renata Brás          | Irmã Ana                              |
| Bruna Ximenes        | Irmã Rita                             |
| Rachel Rennhack      | Irmã Bene                             |
| Márcia Manfredini    | Genuína da Rocha                      |
| Gabriel Muglia       | Tom Caldeiras                         |
| Rai Teichimam        | Fátima Santos                         |
| Bruno Lopes          | Dr. André Renato Vieira               |
| Guilherme Gorski     | Cristóvão Valdez                      |
| Sílvia Franceschi    | Silvana Soares                        |
| Gabriel Miller       | Emílio Almeida                        |
| Kaleb Figueiredo     | Luciano Bastos                        |
| Jasmim Donega Sabino | Jasmim                                |
| Einat Falbel         | Érica                                 |
| Gustavo Vaz          | Marcelo                               |